# همت‌آباد چاه ملک
همت‌آباد چاه ملک، روستایی در دهستان سعدآباد بخش رحمت‌آباد شهرستان ریگان در استان کرمان ایران است.

## جمعیت
بر پایه سرشماری عمومی نفوس و مسکن در سال ۱۳۹۵، جمعیت این روستا برابر با ۲۵۴ نفر (۶۹ خانوار) بوده است.